# Techritz

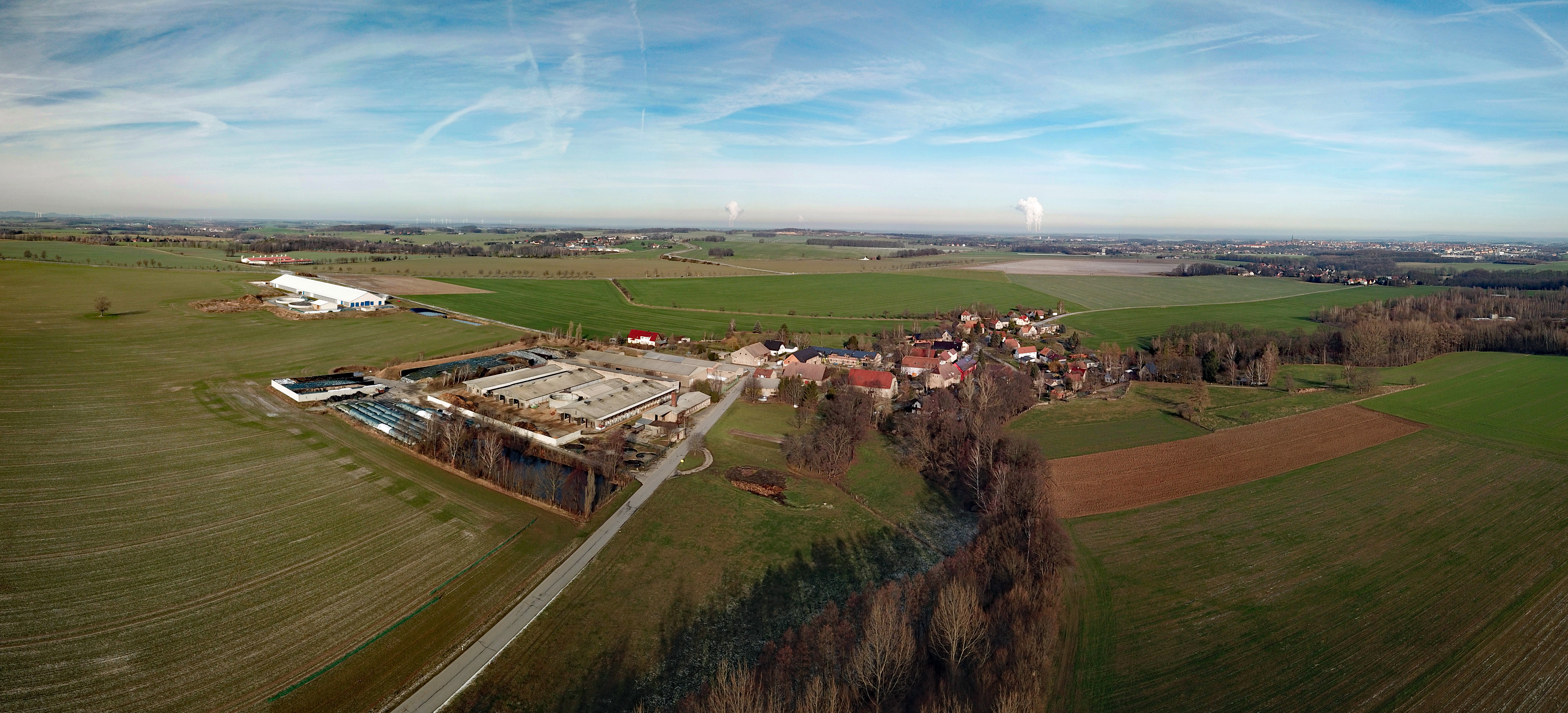
Luftbildpanorama

Techritz, obersorbisch Ćěchorjecyⓘ, ist ein Dorf im sächsischen Landkreis Bautzen. Es zählt zum offiziellen sorbischen Siedlungsgebiet in der Oberlausitz und gehört seit 1999 zur Gemeinde Doberschau-Gaußig.

## Geographie
Techritz liegt etwa vier Kilometer südwestlich von Bautzen zwischen 215 und 235 Metern ü. NN. Die Umgebung ist hügelig; der Ort ist in eine Bachmulde eingebettet.
Das Weißnaußlitzer Wasser fließt im Südosten durch Techritz.
Im Süden und Westen befinden sich künstlich angelegte Teiche, die landwirtschaftlich genutzt werden.
Nachbarorte sind Grubschütz im Osten, Gnaschwitz im Süden und Siebitz im Westen.

## Geschichte

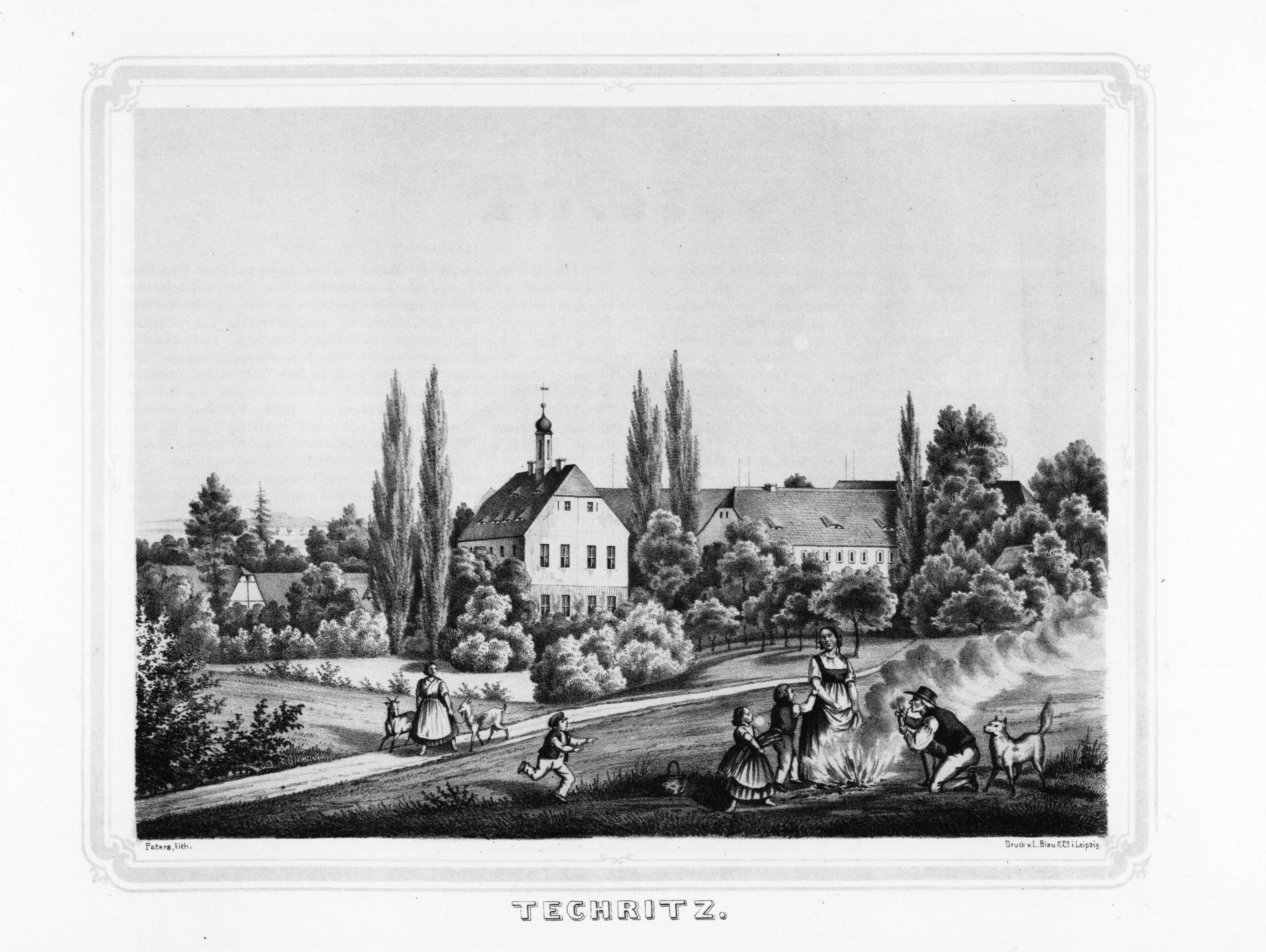
Blick auf das Herrenhaus 1859

Der Ort wurde erstmals 1380 erwähnt.
Techritz war ein Rittergut, dessen Geschichte ab dem 15. Jahrhundert nachvollziehbar ist. Das Herrenhaus wurde 1789 gebaut und wird mittlerweile als Wohnhaus genutzt, der Turm ist nicht mehr vorhanden.
Die Feuerwehr Techritz bestand bis zur Eingemeindung 1932. Heute wird Techritz durch die Freiwillige Feuerwehr Gnaschwitz betreut.

## Bevölkerung
Die Techritzer Bevölkerung war noch bis in die erste Hälfte des 20. Jahrhunderts überwiegend sorbischsprachig. Arnošt Muka ermittelte 1884 eine Einwohnerzahl von 118, darunter 102 Sorben (86 %) und 16 Deutsche. Heute wird im Ort kaum noch Sorbisch gesprochen.
| Jahr | Einwohner              |
| ---- | ---------------------- |
| 1777 | 010 Gärtner, 3 Häusler |
| 1834 | 090                    |
| 1871 | 108                    |
| 1890 | 161                    |
| 1910 | 123                    |
| 1925 | 150                    |
| 1995 | 120                    |
| 2011 | 085                    |

Techritz hat 35 Wohngebäude mit 41 Wohnungen.

## Infrastruktur und Wirtschaft
Techritz liegt etwas südlich der Staatsstraße 119 (Bautzen–Neukirch). Die nächste Anschlussstelle der Autobahn 4 (Salzenforst) befindet sich etwa sechs Kilometer entfernt in nordwestlicher Richtung und ist über den Autobahnzubringer S 106 zu erreichen, der südlich von Techritz von der S 119 abzweigt. 
Die Kreisstraße 7255 verläuft durch den gesamten Ort und führt bis nach Bautzen.
Die Regionalbuslinie 114 verbindet den Ort mit der Stadt Bautzen sowie mit der Stadt Bischofswerda.
Techritz wird neben kleinen Betrieben vor allem durch die Landwirtschaft geprägt.

### Landwirtschaft
Die Landwirtschaft in und um Techritz wird ausschließlich durch die Agrargenossenschaft Gnaschwitz betrieben.
In Techritz befinden sich mehrere Kuhställe, die für die Milchproduktion und Kälberaufzucht genutzt werden. Die Anlagen wurden 1974 in Betrieb genommen und 1992 umgebaut.
Der nördlichste Kuhstall wurde im Jahre 2013 fertiggestellt. Das Melken wird in diesem Stall vollautomatisch durch acht Melkroboter übernommen. Die tägliche Leistung liegt bei 14.000 Litern Frischmilch; die in der Molkerei Leppersdorf zu Produkten u. a. der Marke Sachsenmilch verarbeitet werden.
Besucher des Stalls können an einem Automaten täglich frisch gemolkene und unbehandelte Milch kaufen.
Die Felder um das Dorf werden von der Agrargenossenschaft für die Pflanzenproduktion verwendet.

## Persönlichkeiten
- Erich von Biedermann (1874–1931), Geheimer Legationsrat, Rittmeister und Rittergutsbesitzer